# Elaeodendron orientale
Espèce
Classification phylogénétique
Elaeodendron orientale est une espèce de plante appartenant à la famille des Celastraceae et au genre Elaeodendron. Elle est endémique des Mascareignes où elle est appelée bois rouge.

## Description
Cet arbre peut mesurer de 5 à 20 mètres de hauteur. Son tronc est légèrement tordu et irrégulièrement cannelé. L'intérieur de son écorce est orange vif. Ses feuilles juvéniles sont falciformes, linéaires, longues et étroites et possèdent une nervure centrale rouge. Ses feuilles plus âgées sont opposées, simples, courtes et elliptiques. Elles peuvent être toxiques. Ses fleurs sont jaunâtres et petites et son fruit ressemble à une olive verte. En tombant et en séchant, il devient brun.
On peut voir quelques spécimens dans le cirque de Mafate à La Réunion, ainsi qu'au jardin botanique de Pamplemousses à Maurice.

## Utilisation
Le bois rouge est utilisé en ébénisterie et menuiserie et comme arbre d'alignement le long des routes.

## Synonymes
- Cassine orientalis (Cav.) Harms
- Elaeodendron indicum Gaertn.
- Rubentia angustifolia Colla
- Rubentia longifolia Desf.
- Rubentia mauritiana Desf.
- Rubentia olivina J.F.Gmel.